# 黑尾瑙脂鯉
黑尾瑙脂鯉（學名：Bryconops melanurus）為輻鰭魚綱脂鯉目脂鯉亞目脂鯉科的其中一個種，為熱帶淡水魚，分布於南美洲圭亞那淡水流域，體長可達12公分，棲息底中層水域，成群活動，屬肉食性，以昆蟲等為食，生活習性不明。

## 扩展阅读
- 維基物種上的相關：黑尾瑙脂鯉